# Mucrotoma leuca
Genre
Espèce
Mucrotoma leuca, unique représentant du genre Mucrotoma, est une espèce de collemboles de la famille des Isotomidae.

## Distribution
Cette espèce se rencontre en Amérique du Sud.

## Publication originale
- Rapoport & Rubio, 1963 : Fauna Colembologica de Chile. Investigaciones Zoologicas Chilenas, vol. 9, p. 95-124.